# Víktor Mítrou
Víktor Mítrou (grec moderne : Βίκτωρ Μήτρου ; né le 24 juin 1973 en Albanie, Préfecture de Vlorë) est un haltérophile grec.

## Carrière
Víktor Mítrou participe aux Jeux olympiques de 2000 à Sydney et remporte la médaille d'argent dans la catégorie des -77 kg.